# زاب بزرگ
زاب بزرگ یا زاب علیا، رودی در غرب فلات ایران است که از کوه‌های جنوب شرقی ترکیه سرچشمه گرفته و پس از گذر از زاگرس غربی در شمال عراق، در نزدیکی شهر موصل به رود دجله می‌ریزد. زاب بزرگ در زبان کردی «زی بدینان» نامیده می‌شود. نباید این رود را با زاب کوچک که از غرب ایران سرچشمه می‌گیرد اشتباه گرفت.